# Elatostema mesargyreum
Elatostema mesargyreum là loài thực vật có hoa trong họ Tầm ma. Loài này được Hallier f. mô tả khoa học đầu tiên năm 1896.